# Paix et pain en temps de guerre
Paix et pain en temps de guerre (en anglais, Peace and Bread in Time of War) est un livre de la sociologue américaine Jane Addams paru en 1922.